# Chubbuck, Idaho
För andra betydelser av Chubbuck, se Chubbuck.
Chubbuck är en stad i Bannock County, Idaho, USA. Den är en del av Pocatello, Idaho Metropolitan Statistical Area. Invånarantalet uppgick år 2000 till 9 700.